# MC5
Az MC5 (Motor City Five) egy amerikai rockegyüttes volt. A hard rock illetve punk műfajok egyik úttörőjeként szokták emlegetni a zenekart, a New York Dolls és a Stooges mellett. 

## Története
AZ MC5 1964-ben alakult meg a Michigan állambeli Lincoln Park városban. Klasszikus felállásának öt tagja: Wayne Kramer, Fred Smith (becenevén Sonic), Rob Tyner, Michael Davis és a dobos Dennis Thompson. Rajtuk kívül még többen megfordultak a zenekarban. Eredetileg Bounty Hunters volt a neve, később változott meg MC5-ra. Működése során három nagylemezt jelentetett meg, illetve 2024-ben megjelent egy posztumusz album, amelyet Kramer készített.
Az MC5 első, Kick Out the Jams című nagylemeze bekerült az 1001 lemez, amelyet hallanod kell, mielőtt meghalsz című könyvbe.
Az MC5 2012-ben véglegesen feloszlott, ám karrierjük során többször is feloszlottak már. Először 1964-től 1972-ig működtek, 1992-ben újraalakultak egy kis időre, végül 2003-tól 2012-ig voltak jelen, ebben az évben véglegesen feloszlottak. Rob Tyner 1991-ben elhunyt, 2012-ben pedig Michael Davis is meghalt, így az együttes ebben az évben feloszlott.
2018-ban Kramer bejelentette, hogy a Kick Out the Jams felvételének ötvenedik évfordulójára jubileumi turnéra indul. A világ körüli turnén a zenekart Kim Thayil, a Soundgarden gitárosa, Brendan Canty, a Fugazi dobosa, Billy Gould, a Faith No More basszusgitárosa és Marcus Durant, a Zen Guerrilla énekese alkotja.
2021-ben Kramer közreműködött Alice Cooper Detroit Stories című lemezén. Ekkor Találkozott Bob Ezrin producerrel, akivel elkészítette az MC5 "utolsó" lemezét. A felvételeken az eredeti tagságból Krameren kívül már csak Thompson vett részt, ő is csupán két számban. A Heavy Lifting 2024 októberében jelent meg, de eddigre Kramer is meghalt, így az MC5 utolsó lemezének megjelenését már egyik tag sem élte meg.

## Diszkográfia
- Kick Out the Jams (1969)
- Back in the USA (1970)
- High Time (1971)
- Heavy Lifting (2024)